# Budapest Titans
A Budapest Titans 2007 novemberében alakult amerikaifutball-csapat. Két csapatból jött létre, a Budapest Giants (alapítási nevén St.Lawrence Giants) és a Budapest Black Knights gárdájából. A sportegyesület hivatalos neve: Fekete Lovagok SE.
Magyarország egyik legrégebbi amerikaifutball-csapata. A 2022-es Divízió I. veretlen bajnoka, a 2024-es HFL (első osztály) magyar bajnoka.
Taglétszáma körülbelül 150 fő (tackle és flag futball).
Edzéseiket Csepelen, a Szabadkikötő SE pályáin tartják.

## Flag futball
A Budapest Titans 3 korosztályban indít flag futball csapatokat. U13, U17 és felnőtt. Mindhárom korosztályban koedukált csapatok vannak.